# 호세 파라 마르티네스
호세 파라 마르티네스(스페인어: José Parra Martínez; 1925년 8월 28일, 카탈루냐 주 블라네스 ~ 2016년 2월 29일, 카탈루냐 주 테라사)는 스페인의 전 축구 선수로, 현역 시절 수비수로 활약했다.

## 클럽 경력
파라는 카탈루냐 주 지로나 도 블라네스 출신으로, 파라는 현역 시절 프로 무대에서 거의 고향 카탈루냐의 에스파뇰에서만 활약했다. 그는 1947년에 이웃 테라사에서 이적하여 12번의 라 리가 시즌에 에스파뇰에서 활약했다.
1948년 10월 17일, 그는 5-0으로 이긴 셀타 비고와의 안방 경기에서 앵무새 군단 소속으로 처음이자 마지막 득점을 기록했다. 1960년 6월, 그는 35세가 되어서 카르타헤나에서 축구화를 벗었다.

## 국가대표팀 경력
파라는 1년 동안 스페인 국가대표팀 경기에 7번 출전하였다. 그는 1950년 4월 9일, 2-2로 비긴 포르투갈과의 1950년 FIFA 월드컵 예선전 경기에서 국가대표팀 첫 경기를 치렀다.
기예르모 에이사기레는 브라질에서 치를 본선을 앞두고 파라를 대회 명단에 올렸고, 파라는 대회 본선 5경기에 출전하여 4위의 성적에 일조했다.

## 최후
파라는 2016년 2월 29일에 테라사에서 향년 90세로 영면에 들었다. 그는 1950 월드컵에 참가한 대표팀 선수단원들 중 가장 마지막까지 살아있었다.